# Jim Hodges
James Hovis Hodges, detto Jim (Lancaster, 19 novembre 1956), è un politico e avvocato statunitense, Governatore della Carolina del Sud dal 1999 al 2003.
Hodges é, ad oggi, il più recente Democratico a servire come Governatore della Carolina del Sud, uno Stato considerato conservatore e fortemente repubblicano.

## Biografia
James Hovis Hodges nasce e cresce a Lancaster, comune vicino al confine statale con la Carolina del Nord, da Betty e George Hodges.
Nel 1979 ottiene all’Università della Carolina del Sud un baccellierato in business administration e nel 1982 il Juris Doctor. Dal 1983 al 1986 ricopre l’incarico di Procuratore Generale della Contea di Lancaster.

## Carriera politica

### Camera dei Rappresentanti della Carolina del Sud (1986-1997)
Entrato in politica con i Democratici, vince in una elezione speciale del dicembre 1986 il seggio vacante alla Camera dei Rappresentanti della Carolina del Sud del rappresentante Tom Mangum.

### Governatore della Carolina del Sud (1999-2003)
Nel 1998, Hodges si candida con il Partito Democratico alle elezioni governatoriali contro il Governatore repubblicano in carica David Beasley.
Hodges risulta il vincitore delle elezioni governatoriali con una percentuale di voto del 53% contro il 45% del candidato uscente ed assume quindi le funzioni di Governatore il 13 gennaio 1999. 
Hodges esercita l’incarico di Governatore fino al gennaio 2003, quando gli succede il repubblicano Mark Sanford.